# Lista de episódios de No Ordinary Family
A sitcom No Ordinary Family teve sua estéia ocorrida em 28 de Setembro de 2010 e cancelamento em 13 de Maio de 2011. 
| Temporada | Temporada | Episódios | Exibição Original | Lançamento em DVD      |
| --------- | --------- | --------- | ----------------- | ---------------------- |
|           | 1         | 22        | 2010              | 28 de setembro de 2010 |
|           | 2         | TBA       | 2011              | 4 de janeiro de 2011   |

## Primeira temporada (2010-2011)
| # | Título                                  | Escritor(es)     | Diretor(es)                            | Data de exibição original | Código |
| --- | --------------------------------------- | ---------------- | -------------------------------------- | ------------------------- | ------ |
| |                                         |                  |                                        |                           |        |
| 1 | "Pilot"                                 | David Semel      | Greg Berlanti & Jon Harmon Fieldman    | 28 de setembro de 2010    | 10.51  |
| Em média, é uma família normal, os Powells têm crescido continuamente graças ao aparte hotel Stephanie Powells, com uma carreira bem sucedida como um cientista e seus filhos se tornarem adolescentes. Jim Powell é o único que parece notar. Durante uma viagem de investigação das férias da família (que Jim forçaram sua família a ter), o avião se choca em um lago durante uma tempestade. A família retorna para casa com segurança, mas não parecem estar mais perto uns dos outros. Eventualmente, Jim, Stephanie, Daphne e JJ descobrem que têm superpoderes. Jim tenta usar sua invulnerabilidade recém-descobertas e força para impedir o crime, mas acaba sendo baleado e ferido por balas de alto calibre e, eventualmente, acaba por revelar seus novos poderes à sua mulher, que descobriu que ela tem supervelocidade. Eles acabaram conciliar e ter um coração para coração falar, finalmente, admitir que seu casamento precisa de ajuda. Enquanto isso, sua filha enfrenta problemas adolescente normal, que se agravou com a chegada de sua telepatia, permitindo-lhe saber que seu namorado está traindo ela. Inicialmente distraído, ela acaba aceitando seu novo poder. Enquanto isso, JJ, que antes do acidente era de baixo intelecto de repente se torna um gênio. O episódio termina com a família indo passar mais tempo juntos, brincando e Jim e Steph visitar um conselheiro matrimonial. |                                         |                  |                                        |                           |        |
| 2 | "No Ordinary Marriage"                  | David Semel      | Alison Adler & Jon Harmon Feldman      | 5 de outubro de 2010      |        |
| JJ é acusado de fazer batota, mas não vai contar a sua família sobre seu poder. Stephanie descobre uma amostra da água da Amazônia e descobre que é apenas regular de água, imaginando como ela e a família tem os superpoderes. Jim para um assalto a banco, mas, Det. Yvonne Cho vê-lo correndo da cena e, mais tarde o confronta, e Jim conta sobre seus poderes. Yvonne diz a ele que se ele aparecer em outro local do crime, ele será preso. Daphne aprende a controlar seus poderes, concentrando-se apenas em seus pensamentos. Por último, um criminoso com superpoderes chega no apartamento de Yvonne, atirando-a com sua própria arma por telekenesis. |                                         |                  |                                        |                           |        |
| 3 | "No Ordinary Ring"                      | Terry McDonough  | Zack Estrin & Marc Guggenheim          | 12 de outubro de 2010     |        |
| A família testemunha um assalto no casamento de um amigo, Jim e George estiveram em numerosos casamentos para encontrar os culpados, que roubou o anel de noivado de Stephanie. Stephanie está preocupado em dar uma amostra do seu sangue para o laboratório da empresa como parte do trabalho físico obrigatório. JJ pergunta Daphne para ler a mente da menina que ele gosta de ver se ela tem sentimentos mútuos. Daphne está desesperada para contar a um amigo de infância sobre suas habilidades. |                                         |                  |                                        |                           |        |
| 4 | "No Ordinary Vigilante"                 | Ron Underwood    | Ali Adler & Jon Harmon Feldman         | 19 de outubro de 2010     |        |
| Um homem cujo filho foi assassinado anos atrás, está disposto a fazer sua justiça, atirando nos ladrões de bolsa, em um parque da cidade. Jim é então visto na cena do crime e é confundido com o vigilante. Dr. Francisco Chiles (Reggie Lee) começa a suspeitar do comportamento de Stephanie e Katie no laboratório. Habilidades matemáticas JJ começam a aumentar e ele os usa para se juntar ao time de futebol. Daphne usa habilidades para descobrir onde uma festa está sendo realizada. |                                         |                  |                                        |                           |        |
| 5 | "No Ordinary Quake"                     | Timothy Busfield | Todd Slavkin & Darren Swimmer          | 26 de outubro de 2010     |        |
| Uma série de terremotos estão acontecendo em farmácias com a conclusão de que eles são ocasionados pelo homem. Jim e George saber que eles são criados por uma mulher (Rachel Miner), que tem a capacidade de criar ondas de choque com as mãos e que ela está roubando as farmácias de medicamentos para se livrar de sua condição. Stephanie está totalmente convencido de que JJ está escondendo suas habilidades dela e Jim, então ela tenta tê-lo testado. Daphne lê a mente de uma professora e um aluno, acreditando que eles estão tendo um affair. |                                         |                  |                                        |                           |        |
| 6 | "No Ordinary Visitors"                  | David Paymer     | Ali Adler & Zack Estrin                | 9 de novembro de 2010     |        |
| Uma série de assaltos a residências irrompe ao mesmo tempo, como os pais de Stephanie (Cybill Shepherd e Bruce McGill) de forma inesperada. Stephanie declara não poder ir durante a sua visita, mas o arrogante sogros testar rapidamente retenção Jim e JJ-estima. Enquanto isso, Trent (Jackson Rathbone), um garoto que testemunha a sua casa ser assaltada, se recusa a dizer a verdade à polícia. Daphne Jim auxilia na investigação e descobre que ela pode ver as memórias das pessoas por tocá-los, o que ela faz ao tocar em Trento. No final o vovô perde seu carro para JJ, que está emprestado ao Daphne por dois anos apenas até JJ começa sua licience. |                                         |                  |                                        |                           |        |
| 7 | "No Ordinary Mobster"                   | John Polson      | Marc Guggenheim                        | 16 de novembro de 2010    |        |
| Jim vai atrás de um mafioso, recentemente absolvido quem estava por trás do assassinato de advogado George's do distrito assistente (Amy Acker). No processo, o mafioso tira a máscara Jim está vendo o rosto com Jim agora temendo que sua vida está em perigo. Stephanie é confrontado com o Dr. King (Stephen Collins) e pediu que ela parasse de curiosos na investigação de idade de um médico falecido. Dafne pede a JJ para usar suas habilidades para ajudá-la a impressionar um garoto, Brett Martin (Jean-Luc Bilodeau) que está interessado em arte moderna. Stephanie pede Katie tutor JJ, então ele descobre que Katie não é muito bom, com homens da reunião, em vez conversando com eles online. Assim, ele cria uma personalidade falsa para conversar com ela. |                                         |                  |                                        |                           |        |
| 8 | "No Ordinary Accident"                  | Tom Verica       | Leigh Dana Jackson & Sonny Postiglione | 23 de novembro de 2010    |        |
| Inimigo de Jim, um grupo de ladrões de carro, colidir com o Sr. Litchfield, professor de matemática do JJ, e atravessa aorta Litchfield, alertando Stephanie e JJ para operá-lo. Enquanto isso, Jim começa a perder seus poderes, e Dafne tenta impressionar Brett por mentir sobre sua língua japonesa. |                                         |                  |                                        |                           |        |
| 9 | "No Ordinary Anniversary"               | David Semel      | Elisabeth R. Finch & Kate Barnow       | 30 de novembro de 2010    |        |
| Jim e Stephanie planejam uma noite romântica para o seu aniversário, mas um incendiário em série tem-nos distraído. Daphne e JJ unir forças para ganhar algum dinheiro em um jogo de pôquer com alguns colegas. |                                         |                  |                                        |                           |        |
| 10 | "No Ordinary Sidekick"                  | Wendey Stanzler  | Zack Estrin & Jon Harmon Feldman       | 7 de dezembro de 2010     |        |
| George recebe equivocadamente crédito para ir a um assalto que Jim realmente parou; novo namorado de Katie Não é quem ele diz que é. Jim e Stephanie perder seus ajudantes após uma briga com Katie e George sobre como eles não recebem crédito suficiente para o seu "Team ". Enquanto isso, JJ descobre que uma garota que ele gosta (Katelyn Tarver) é curto-circuito de seus poderes. Dafne se reúne com Will, e perde sua memória a partir dos últimos três meses. Dr. Chiles é morto por Will após dizer para Stephanie o soro mutante do Dr. King. |                                         |                  |                                        |                           |        |
| 11 | "No Ordinary Friends"                   | Terry McDonough  | Ali Adler & Marc Guggenheim            | 4 de janeiro de 2011      |        |
| A família é capaz de restaurar a memória de Daphne, tirando partido da sua capacidade de ver a mente de outras pessoas através do contato físico. Mais tarde, Jim é informado sobre um ladrão fugindo com um quadro de oito milhões de dólares. Pouco antes de Jim salvar a vida de um homem empurrando-o para fora do caminho de um ônibus em movimento, em troca, o homem chamado Dave (Rick Schroder), convida a Powells para um churrasco. Amizade com os filhos de Dave J.J. e Daphne. O filho (Billy Unger), quando ele ajuda J.J. sair da "zona de amigo" com uma garota e da filha quando ela convence Dafne a correr para presidente da classe média contra a menina da escola. Jim George informa que os roubos de arte semelhante ocorreu em Seattle e Boston. Jim relutantemente suspeitos Dave quando ele lembra que foram os lugares que Dave e sua família viveram antes de se mudar para lá. Mais tarde, Jim enfrenta Dave apenas para prejudicar a sua amizade com ele. Ao investigar mais, e uma confissão, Jim percebe que é a esposa de Dave Michelle (Annie Wersching), que é o ladrão de arte. Jim recebe Stephanie Michelle convencer a se entregar, infelizmente Michelle é baleado após Stephanie tenta intervir antes Michelle trabalha um último trabalho. Michelle vidas, mas é preso pela polícia Stephanie chamado antes de intervir. Em uma subtrama Katie está tendo problemas de intimidade com Josué (ex-Vontade) porque ela ainda é virgem. Quando ela diz Joshua isso ele deixa sem jeito. No dia seguinte, ele enfrenta o Dr. King que é pego fazendo seu trabalho sujo. Dr. King adverte que, se ele tem um relacionamento com Katie, será negado as injeções que lhe dão os seus poderes. Josué passa de qualquer maneira e vai de volta para Katie. Depois de dormir com Josué, Katie acorda cedo só para encontrar revista de Stephanie (em que os seus documentos e os poderes de Jim e que foi recentemente roubado por Josué), em casaco de Josué. |                                         |                  |                                        |                           |        |
| 12 | "No Ordinary Brother"                   | ASA              | ASA                                    | 11 de janeiro de 2011     |        |
| Jim e Stephanie acordam quando ouvem um estranho em sua casa, depois de irem enfrentar o invasor, Jim descobre que é seu irmão Youger, Mike (Jason Wiles). Ele lhe diz que ele está aqui porque está começando um negócio novo, repurposing sapato. Mais tarde, naquela noite, Mike leva Jim e George para uma bebida, só para sair logo após o projeto de lei arrrives. Ao olhar para ele, Jim encontra Mike sendo espancado por alguns criminosos e tenta intervir. Isso faz com que Jim a ser batido fora do estacionamento e na estrada de quatro andares abaixo. Aqui Mike descobre sobre os poderes de Jim quando Jim é capaz de ir embora ileso e Mike descobre que o resto dos poderes da família também. No dia seguinte, Mike fica J.J. fora da escola cedo e levá-lo para as pistas. Depois de descobrir o que ele fez Jim Mike confronta sobre por que ele precisava do dinheiro, o Mike diz que seu primeiro porque precisava de dinheiro de semente para o seu negócio, mas mais tarde revela que era para pagar um agiota. Jim mais tarde vai visitar o tubarão de empréstimo, na esperança de saldar a dívida ao longo do tempo, apenas para descobrir que Mike deve muito mais e que o agiota só tem pagamentos em cheio. Voltando para casa de Jim e George encontrar o covil ter sido roubado, imediatamente Jim suspeitos Mike e confrontá-lo sobre isso e os negócios com o agiota. Depois, Mike tenta sair, mas não antes de abraços Daphnie-lhe adeus para ver que ele estava vendo um ultra-som de sua namorada grávida no momento do roubo. Jim tenta chamar Mike, mas descobre que ele foi sequestrado por bandidos que o tubarão de empréstimo e será morto se a dívida não for paga no prazo de 24 horas. Após uma tentativa fracassada de ganhar o dinheiro nas trilhas Jim enfrenta o agiota e é capaz de dominá-lo e seus capangas, com a ajuda de Mike. Acordando, Josué é capaz de explicar o aparecimento do jornal Stephanie em sua jaqueta com a ajuda de seus poderes. No trabalho de Katie foi promovido e irá receber o seu próprio laboratório em Miami. Stephanie vai ao Dr. King em protesto contra menores, mas deixa abruptamente. Josué também confronta anout Dr. King como ele vai sair com Katie começar sua vida nova. Mais tarde, Katie aprende sobre protesto de Stephanie de Dr. King e confronta Stephanie sobre isso. Depois, eles são capazes de fazer a paz, pouco antes de Katie é quase morto em um acidente de construção, mas em vez disso é salvo por Stephanie. Devido a isso Katie prefere ficar e ajudar Stephanie aprender mais sobre seus poderes. Mais tarde Josué enfrenta o Dr. King sobre o "acidente", ameaçando que, sem seus poderes Josué terá que tentar duas vezes mais difícil para voltar ao Dr. King se alguma vez ele tenta de novo. Posteriormente, é revelado que o trabalhador da construção civil, responsável pelo acidente é o mais novo capanga do Dr. King, um mutante do sexo feminino. Na escola Daphne é o terceiro membro do tribunal que decidirá wheather um aluno deve ser punido por seus crimes. Ela não tem nenhum problema fazê-lo devido a sua habilidade até que ela falsamente votos que o aluno é culpado de usar drogas. Depois de investigar, ela descobre que está foi a suspeita do irmão mais novo, que estava usando e ele já estava levando a culpa então seu irmão mais novo não iria arruinar o seu futuro acadêmicas, e que todos sabem que ele tem uma reputação para o uso de drogas já. O irmão mais novo é pego de qualquer maneira e Daphne diz o irmão mais velho foi para melhor. |                                         |                  |                                        |                           |        |
| 13 | "No Ordinary Detention"                 | ASA              | ASA                                    | 18 de janeiro de 2011     |        |
| JJ, Daphne e Jim todos saltar para fora no café da manhã com Stephanie para que ela os faz acordar para um jantar em família. Na escola JJ e sua nova namorada Natalie pego mensagens de texto em sala de aula e são detidos givien. Daphne é também dado a detenção quando ela fala com Chris, o rapaz cujo irmão ela tem suspeneded em um episódio anterior. Bem como a Powell crianças Natalie e Chris Bailey a menina Schoo média também é dado de detenção. Embora o seu Natalie rompe com JJ. Eles decidem jogar verdade e desafio depois de Chris e JJ tenta pular fora, mas retorno. Natalie admite que ela rompeu com JJ porque ela quer se concentrar em seus estudos para que ela possa sair da vida terrível de se devolvidas ao redor de orfanato em orfanato. Chris diz que ele não estava preso, embora quando Daphne beija como sua coragem o seu poder de memória mostra-lhe que was.JJ faz nevar na sala de ciências para Natalie como um aceno para ela mesage texto como uma verdade. No final, Chris revela a Daphne, ele foi preso por uma noite ele pegou as chaves do carro oiff seu pai bêbado, que o fez voltar para casa dirigindo. Unfortunetly ele caiu e seu pai foi, então, cadeira de rodas. Após a detenção, uma vez agin Natalie diz JJ seus mais que ela agradece a ele por tentar. Bailey diz-lhe para não se preocupar e que há outras girlshe poderia obsessivas com e lhe dá um beijo nos pais cheek.The Powell também são dadas a detenção dos seus próprios quando Katie Joshua traz a Stephanie para tratamento médico. Embora haja Victoria desencadeia uma lockdown no prédio para tentar rvert Josué. Ela bate para fora Katie e coloca como ela. No entanto Josué pode contar e ela pára de injetar-lhe a syrum poder. Ela sabe que só tem que WaitUntil ele desmaia e volta para stephanie. No entanto katiehad acordar e retorna a Stephanie também. A prova real de Katie se por admitindo apenas a perda de sua virgindade na semana anterior. Vitória bate para fora Stephanie, mas antes ela mata Katie Josué retorna após injetar-se com o syrum e párá-la. O bloqueio é desfeito, mas Victoria desaparece. Katie agora sabendo segredo Joshuas aceita ele e promete não contar a Stephanie. Jim tem que parar de assassinatos que assumiram a delegacia. Acontece como um policial desonesto (Jim) está sob investigação por todas as economias vigilanty. Os números investigater fora é Jim AQuando ele salvá-los como eles estão sendo mantidos como reféns enquanto os assassinos sair do edifício. Ela concorda em manter o seu segredo e tellshim a correr antes de a polícia chegar. Durante o jantar naquela noite ninguém quer falar sobre seu dia, até Jim começa a contar-lhes que ele esteve no filme Diehard. (Rebecca Mader). |                                         |                  |                                        |                           |        |
| 14 | "No Ordinary Double Standard"           | ASA              | ASA                                    | 8 de fevereiro de 2011    |        |
| Stephanie tenta resolver o caso de ataque de sua amiga antes de Jim; Daphne não se conforma pelo fato de Jim permitir que JJ namore uma menina mais velha, e não a deixe fazer o mesmo; Katie descobre notícias perturbadoras sobre Joshua. |                                         |                  |                                        |                           |        |
| 15 | "No Ordinary Powell"                    | ASA              | ASA                                    | 15 de fevereiro de 2011   |        |
| Dr. King ordena a Victoria Maddow, uma mutante, que se infiltre na casa dos Powell e matar um deles, e JJ e Daphne tentam resolver o caso da namorada do ex-JJ, mãe de Natalie e o assassinato de Cold Case. |                                         |                  |                                        |                           |        |
| 16 | "No Ordinary Proposal"                  | ASA              | ASA                                    | 22 de fevereiro de 2011   |        |
| Jim se sente culpado quando está em uma luta e se desvia de uma bala, que atinge uma criança e causa danos fatais. Namorado Chris Daphne rouba o soro da casa dos Powells e injeta em seu pai, Roy, causando resultados desastrosos. Joshua, O Observador, se propõe a ajudar Katie. Professor de matemática do JJ tenta levá-lo para se juntar à equipe da escola acadêmica. |                                         |                  |                                        |                           |        |
| 17 | "No Ordinary Love"                      | Peter Werner     | Kate Barnow & Elisabeth R. Finch       | 1 de março de 2011        |        |
| Rainha do mundo superior, a Sra. X, envia para seduzir Jim e George com sua capacidade de forçar os homens a obedecê-la. Enquanto isso, Chris desconfia que Dafne e sua família têm habilidades especiais, e Stephanie tem de comprometer os seus princípios para manter a cobertura como trabalhador fiel ao Dr. King. |                                         |                  |                                        |                           |        |
| 18 | "No Ordinary Animal"                    | Greg Beeman      | Zack Estrin & Jon Harmon Feldman       | 22 de março de 2011       |        |
| Um vilão com poderes animalisticos começa a atacar toda a cidade, atendendo a uma personagem misteriosa. Steph e Jim começam a investigar e Steph acaba sendo atacada. Para curá-la, Jim precisa da ajuda do Dr. King, que injeta o soro nela. Enquanto isso, JJ começa a desconfiar que seu professor está armando um plano com Dr. King e Daph mata aula indo ao show de sua cantora favorita com Chris. No final, logo depois de ser revelado que Katie está gravida de Joshua (o que explica seu poder repentino de mover objetos), Steph começa a correr, porém, por causa do soro, ela corre tão rapido que acaba criando uma fenda no espaço-tempo. O que aconteceu e para onde ela vai, só no próximo episódio. |                                         |                  |                                        |                           |        |
| 19 | "No Ordinary Future"                    | ASA              | ASA                                    | 26 de março de 2011       |        |
| Depois de ser levada para o futuro e testemunhando a queda de sua família, Stephanie deve fazer tudo em seu poder para alterar uma cadeia de eventos no presente que irá expor os poderes dos Powells para o mundo. Com a ajuda de George, Jim tenta localizar os responsáveis pela morte de um policial, e da Sra. X. |                                         |                  |                                        |                           |        |
| 20 | "No Ordinary Beginning (Season Finale)" | ASA              | ASA                                    | 05 de abril de 2011       |        |
| Sra. X sequestra J.J. e obriga-o a resolver um enigma para saber de que maneira os poderes ficam permanentes, Joshua e Katie reconectam-se; George é preso em um avião onde os 80 super estão. O governo descobre que a família Powel não é comum e pede ajuda a eles. |                                         |                  |                                        |                           |        |